# Велмиці
Велмиці (пол. Wełmice, нім. Wellmitz) — село в Польщі, у гміні Бобровиці Кросненського повіту Любуського воєводства.
Населення — 249 осіб (2011).
У 1975-1998 роках село належало до Зеленогурського воєводства.

## Демографія
Демографічна структура станом на 31 березня 2011 року:
|          | Загалом | Допрацездатний вік | Працездатний вік | Постпрацездатний вік |
| -------- | ------- | ------------------ | ---------------- | -------------------- |
| Чоловіки | 125     | 34                 | 82               | 9                    |
| Жінки    | 124     | 34                 | 61               | 29                   |
| Разом    | 249     | 68                 | 143              | 38                   |